# Casquete polar ártico
El casquete Polar Ártico es la capa de hielo marino del Océano Ártico y sus alrededores. La capa de hielo del Ártico experimenta un ciclo estacional regular en el que el hielo se derrite en primavera y verano, alcanza un mínimo a mediados de septiembre y luego aumenta durante el otoño y el invierno. La capa de hielo de verano en el Ártico representa aproximadamente el 50% de la capa de invierno. Parte del hielo sobrevive de un año a otro. Actualmente, el 28% del hielo marino de la cuenca del Ártico es hielo de varios años, más grueso que el hielo estacional: hasta 3 a 4 m de espesor en grandes áreas, con crestas de hasta 20 m de espesor. Además del ciclo estacional regular, ha habido una tendencia subyacente a la disminución del hielo marino Ártico en las últimas décadas.

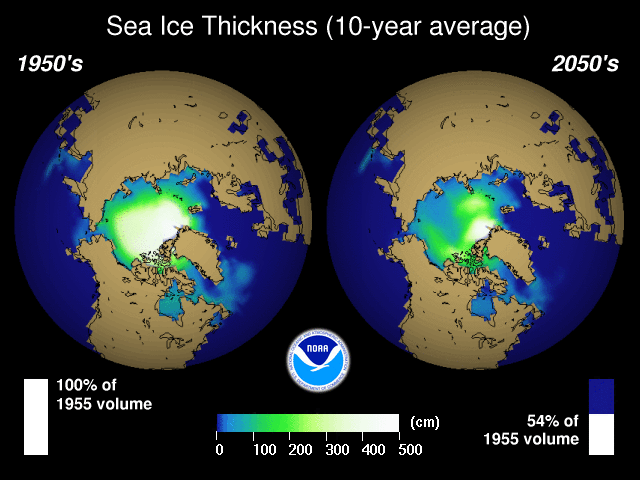
Proyecciones de los cambios en la capa de hielo del Ártico realizadas por el NOAA.

## Importancia climática

### Efectos del balance energético
El hielo marino tiene un efecto importante en el balance de calor de los océanos polares, ya que aísla el océano (relativamente) cálido del aire mucho más frío de arriba, reduciendo así la pérdida de calor de los océanos. El hielo marino es muy reflectante de la radiación solar, reflejando aproximadamente el 60% de la radiación solar entrante cuando está desnudo y aproximadamente el 80% cuando está cubierto de nieve. Esto se debe a una retroalimentación conocida como efecto albedo. Esto es mucho mayor que la reflectividad del mar (alrededor del 10%) y, por lo tanto, el hielo también afecta la absorción de la luz solar en la superficie.

### Efectos hidrológicos
El ciclo del hielo marino también es una fuente importante de "agua de fondo" densa (salina). Cuando el agua de mar se congela, deja atrás la mayor parte de su contenido de sal. El agua superficial restante, densificada por la salinidad adicional, se hunde y produce masas de agua densas como las Aguas Profundas del Atlántico Norte. Esta producción de agua densa es esencial para mantener la circulación termohalina, y la representación precisa de estos procesos es importante en la modelización del clima.

### Odden
En el Ártico, un área clave donde el hielo en forma de tortitas forma el tipo de hielo dominante en toda una región denominada la lengua de hielo Odden en el mar de Groenlandia. El Odden (la palabra en noruego significa el promontorio) crece hacia el este desde el borde de hielo principal del este de Groenlandia en las cercanías de 72-74°N durante el invierno debido a la presencia de agua superficial polar muy fría en la corriente de Jan Mayen, que se desvía un poco de agua hacia el este desde la Corriente de Groenlandia Oriental en esa latitud. La mayor parte del hielo viejo continúa hacia el sur, impulsado por el viento, por lo que se expone una superficie fría de agua abierta en la que se forma hielo nuevo como Brasil y panqueques en los mares agitados.

## Extensión y volumen del hielo marino y sus tendencias

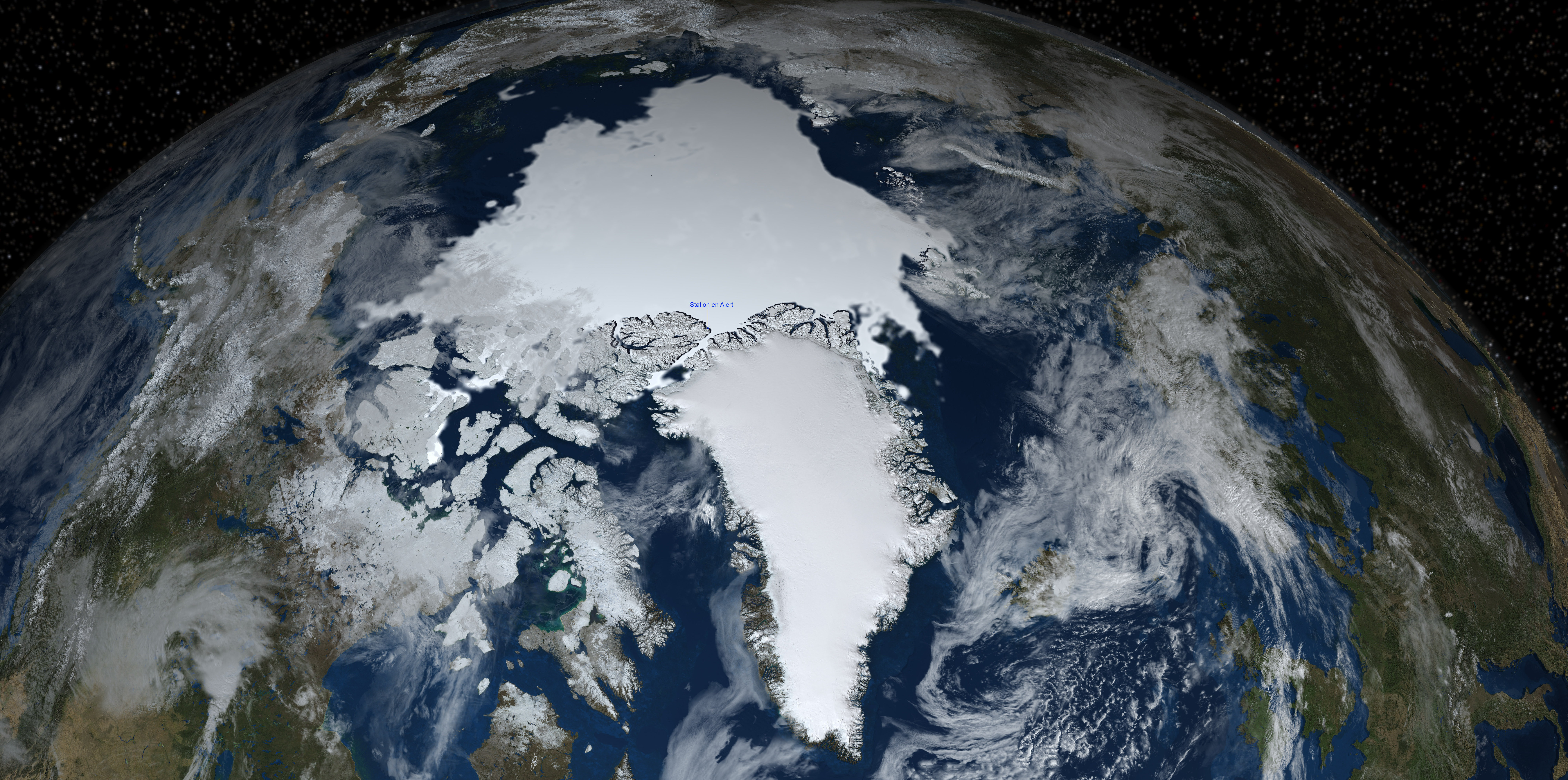
Ubicación de la estación meteorológica Alerta. Ampliación del hielo a 15 de septiembre de 2008 (36 Mpx).

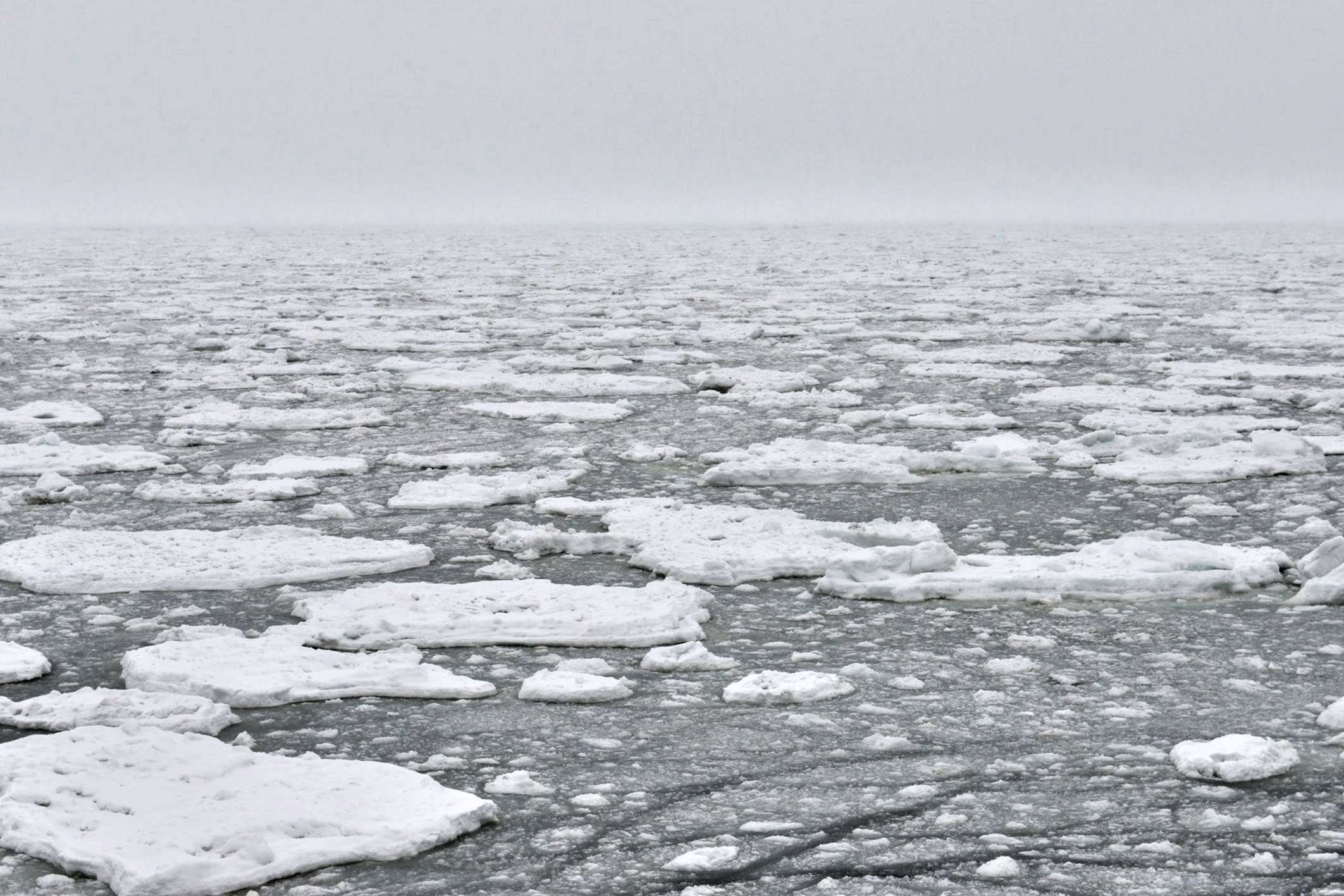
Foto de a bordo del MS Hanseatic, 27 de agosto de 2014: Límite de hielo polar (Posición de registro 85°40,7818 'N, 135°38,8735' E)

Los registros del hielo marino del Ártico del Centro Hadley para la Predicción e Investigación del Clima del Reino Unido se remontan a principios del siglo XX, aunque la calidad de los datos antes de 1950 es discutible. Las mediciones confiables del borde del hielo marino comienzan en la era de los satélites. Desde finales de la década de 1970, el radiómetro de microondas multicanal de barrido (SMMR) de los satélites Seasat (1978) y Nimbus 7 (1978–87) proporcionaba información que era independiente de la iluminación solar o de las condiciones meteorológicas. La frecuencia y precisión de las mediciones pasivas de microondas mejoraron con el lanzamiento del sensor especial de microondas/generador de imágenes (SSMI) DMSP F8 en 1987. Se estiman tanto el área como la extensión del hielo marino, siendo esta última más grande, según se define como área. del océano con al menos un 15% de hielo marino.
Un estudio de modelado del período de 52 años de 1947 a 1999 encontró una tendencia estadísticamente significativa en el volumen de hielo del Ártico de -3% por década; dividir esto en componentes forzados por el viento y forzados por la temperatura muestra que es esencialmente todo causado por el forzamiento de la temperatura. Un cálculo computarizado y resuelto en el tiempo del volumen de hielo marino, ajustado a varias mediciones, reveló que el seguimiento del volumen de hielo es mucho más importante para evaluar la pérdida de hielo marino que las meras consideraciones de área.
Las tendencias de 1979 a 2002 han sido una disminución estadísticamente significativa del hielo marino del Ártico de -2.5% ± 0.9% por década durante esos 23 años. Los modelos climáticos simularon esta tendencia en 2002. La tendencia de la extensión mínima del hielo de septiembre de 1979 a 2011 se redujo en un 12,0% por década durante 32 años. En 2007, la extensión mínima se redujo en más de un millón de kilómetros cuadrados, el mayor descenso desde que se dispone de datos satelitales precisos, a 4.140.000 km² (1.600.000 millas cuadradas). Una nueva investigación muestra que el hielo marino del Ártico se está derritiendo más rápido de lo previsto por cualquiera de los 18 modelos informáticos utilizados por el Grupo Intergubernamental de Expertos sobre el Cambio Climático al preparar sus evaluaciones de 2007. En 2012, se alcanzó un nuevo mínimo histórico de aproximadamente 3.500.000 km² (1.400.000 millas cuadradas).
En el balance de masa general, el volumen de hielo marino depende del grosor del hielo y de la extensión del área. Si bien la era de los satélites ha permitido una mejor medición de las tendencias en la extensión del área, las mediciones precisas del espesor del hielo siguen siendo un desafío. "No obstante, la pérdida extrema de la capa de hielo marino de este verano y el lento inicio de la congelación presagia una extensión de hielo más baja de lo normal durante el otoño y el invierno, y es probable que el hielo que vuelva a crecer sea bastante delgado". A medida que más y más hielo marino es hielo del primer año más delgado, las tormentas tienen un mayor efecto sobre su estabilidad con turbulencias resultantes de ciclones extratropicales importantes que provocan fracturas extensas del hielo marino.

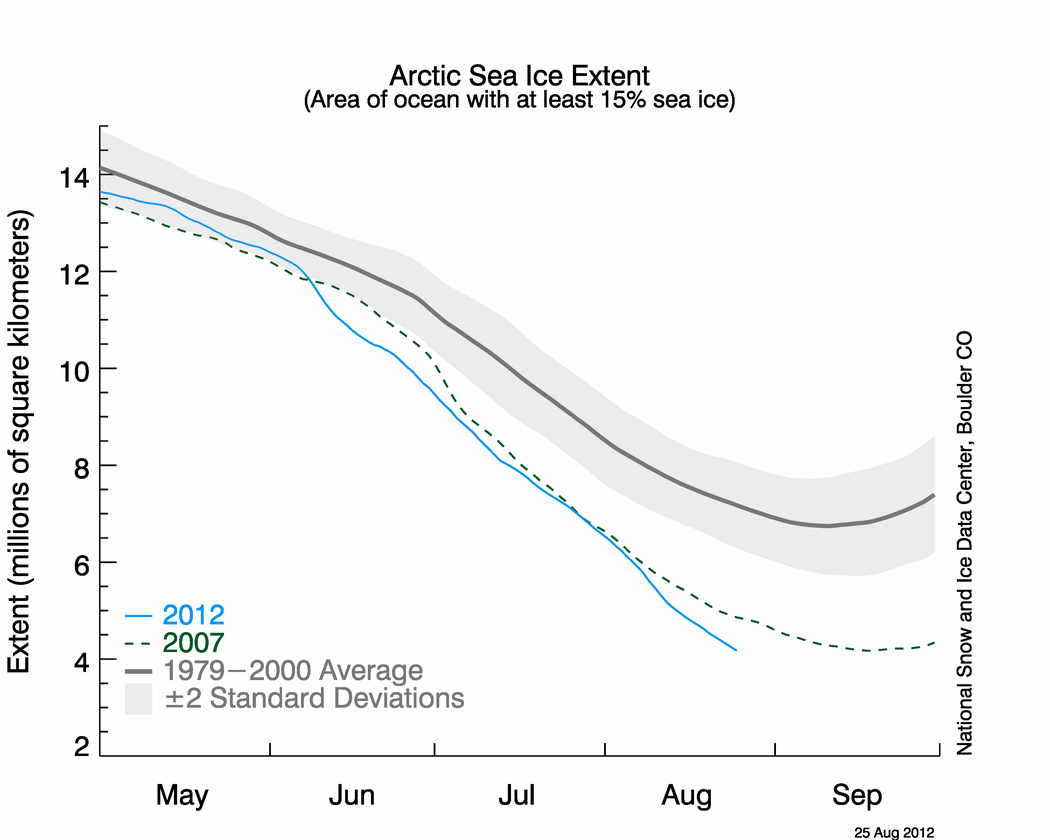
Extensión del hielo al 25 de agosto de 2012. El área gris indica ± dos desviaciones estándar de los promedios de 1979-2000.
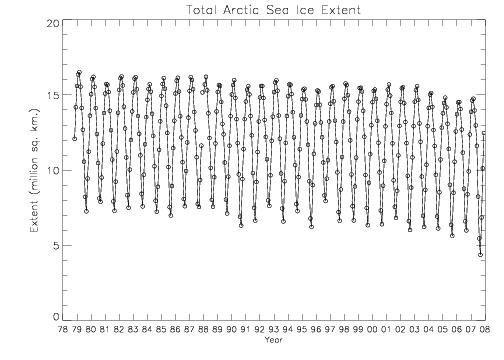
Extensión del hielo marino del Ártico, 1978 a 2007
El desarrollo del volumen de hielo marino en el Ártico, determinado por simulación numérica corregida por medición, muestra la probabilidad de pérdida total de hielo marino en verano en un futuro próximo.[7]
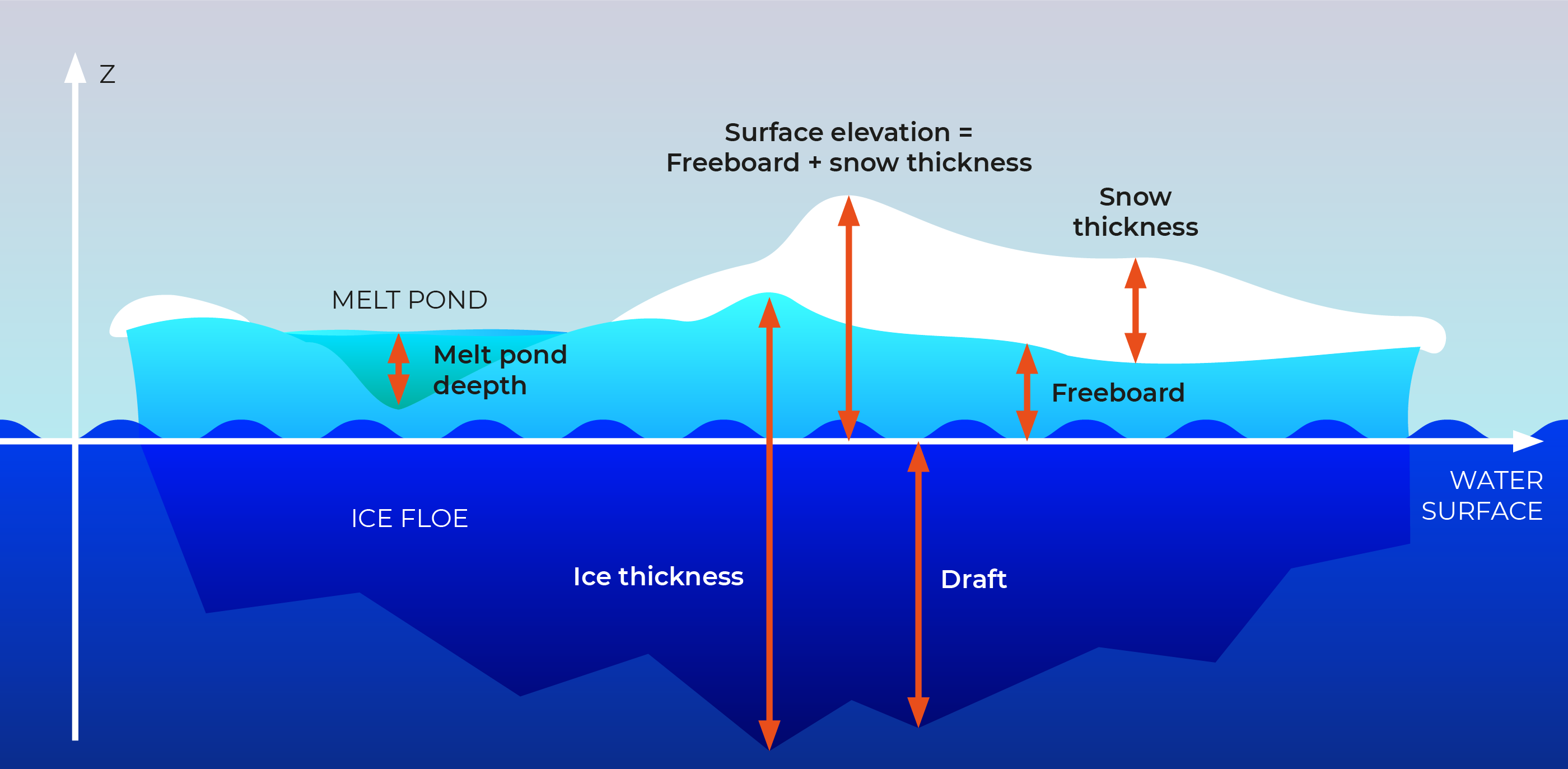
Parámetro científico para cuantificar la extensión del hielo marino.
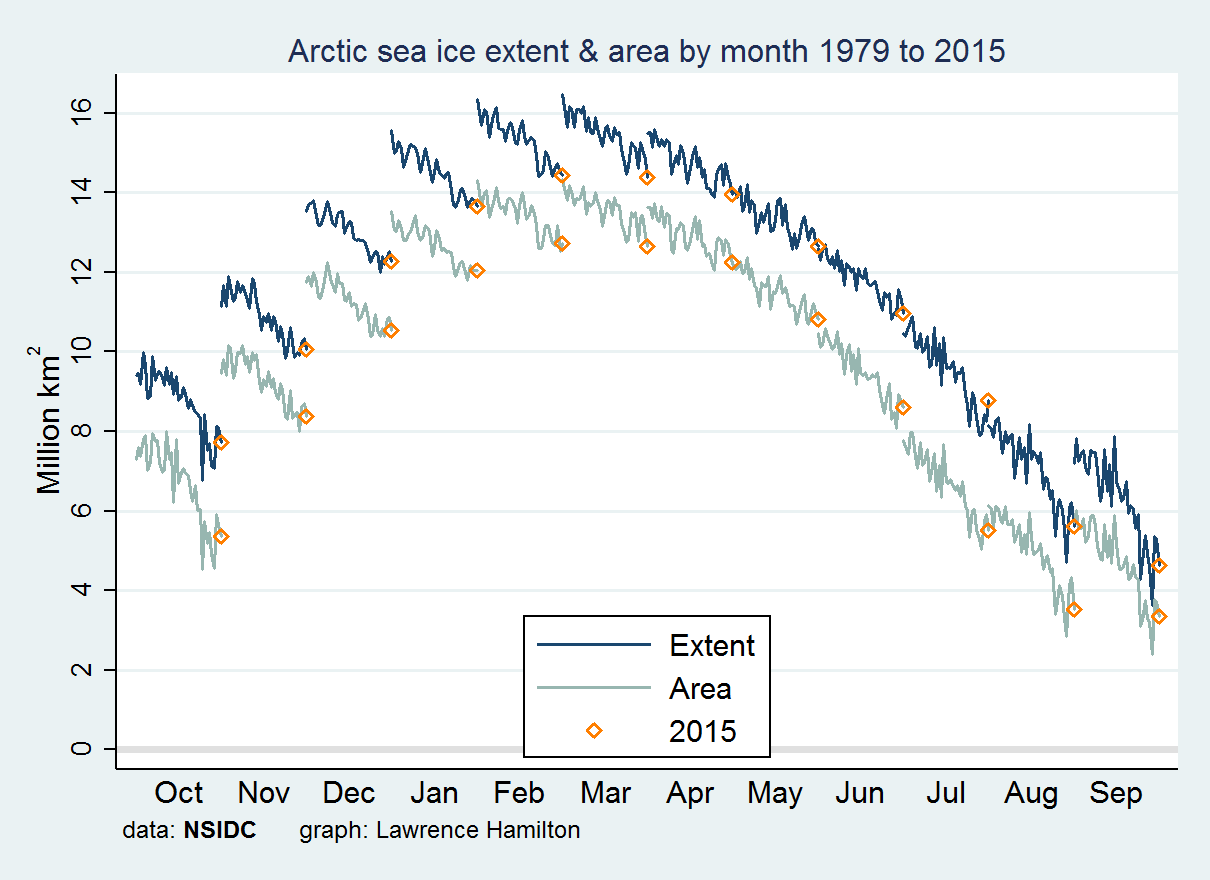
Gráfico de ciclo del área de hielo marino del Ártico y extensión por mes, de 1979 a 2015.